# Muno (film)
Pour les articles homonymes, voir Muno (homonymie).
 (juillet 2025).
Pour plus de détails, voir Fiche technique et Distribution.
Muno est un court métrage belge écrit et réalisé par Bouli Lanners et sorti en 2001.

## Synopsis
Dans l'entité de Florenville, à Muno, une mystérieuse agression s'est produite à l'encontre d'un jeune Africain dont la famille demeure depuis longtemps dans le village. Raphaël, un jeune journaliste voisin de cette famille revient à Muno pour un reportage sur l'affaire. Les habitants de la rue se retrouvent pour l'occasion.

## Fiche technique
- Titre original : Muno
- Réalisation : Bouli Lanners
- Scénario : Bouli Lanners
- Photographie : Jean-Paul de Zaetijd
- Montage : Philippe Bourgueil
- Musique : Jarby McCoy
- Production : Jaques-Henri Bronckart
- Société de production : Versus Production
- Pays d'origine :  Belgique
- Langue originale : français
- Format : noir et blanc
- Genre : drame
- Durée : 26 minutes
- Dates de sortie :
  -  Belgique : 2001

## Distribution
- Michaël Abiteboul : Raphaël
- Philippe Grand'Henry : Pierre-Michel Grosjean
- Didier Toupy : Jean-Michel Grosjean
- Stefan Liberski : l'homme à la cicatrice
- Charlie Kagi Sebasoni : Wendy

## Nominations
- 2002 : European Film Awards : meilleur court métrage (prix UIP Gand)
- 2003 : Prix Joseph-Plateau : meilleur court métrage

## Distinctions
- 2001 : Festival international du film de Flandre-Gand : Prix UIP Gand (European Short Film)
- 2001 : Festival international du film francophone de Namur - meilleur court métrage belge : prix de la SABAM
- 2001 : Festival du film de Turin
  - Prix CinemAvvenire du meilleur court métrage international
  - Prix FIPRESCI : mention spéciale
  - Compétition internationale du court métrage : mention spéciale
- 2002 : Festival du film de Tampere : Diplôme du mérite
- 2003 : Festival du cinéma européen de Lille : Grand prix du jury